# Jon Lovett
Jonathan Ira Lovett (né le 17 août 1982) est un podcasteur, comédien et ancien rédacteur de discours américain. Lovett est le cofondateur de Crooked Media, avec d'autres anciens employés de la Maison Blanche sous l'administration Obama : Jon Favreau et Tommy Vietor. Lovett anime régulièrement les podcasts de Crooked Media Pod Save America et Lovett or Leave It. En tant que rédacteur de discours, il a travaillé pour le président Barack Obama ainsi que pour Hillary Clinton lorsqu'elle était sénatrice des États-Unis et candidate à la présidence en 2008. Lovett a également cocréé le sitcom NBC 1600 Penn et a été scénariste et producteur de la troisième saison de The Newsroom de HBO.

## Enfance et éducation
Lovett est né à Woodbury, Long Island dans une famille juive réformée d'ascendance ukrainienne qui exploitait une fabrique de boîtes créée par son grand-père. Il a fréquenté l'école secondaire Syosset. Lovett est diplômé du Williams College en 2004 avec un diplôme en mathématiques. Sa thèse principale, Rotating Linkages in a Normed Plane conduit à une publication dans l'American Mathematical Monthly. Lovett était également le président de la classe de 2004 du Collège Williams à ses débuts. Après ses études, Lovett a passé un an à travailler comme comédien à New York.

## Rédacteur de discours politique
En 2004, Lovett se porte volontaire pour la campagne présidentielle de John Kerry. On lui demande de rédiger un discours pour le candidat, et son travail débouche sur un offre de stage d'écriture. Ensuite, travaille brièvement au bureau du Sénat de Jon Corzine. Il est embauché en 2005 pour aider Sarah Hurwitz en dans la rédaction de discours pour la sénatrice Hillary Clinton, et il continue à écrire des discours pour elle tout au long de sa campagne présidentielle de 2008.
Après la défaite de Clinton lors des Primaires du Parti Démocrate de 2008, Lovett remporte un concours anonyme pour écrire des discours pour le président Barack Obama à la Maison Blanche. II travaille pour l'administration d'Obama pendant trois ans, en étroite collaboration avec Jon Favreau et David Axelrod. Les discours importants qu'il a écrits incluent des discours politiques sur la réforme financière et Don't ask, don't tell, ainsi que des remarques lors du dîner des correspondants de la Maison Blanche.
Lovett aurait officié en secret le premier mariage homosexuel à la Maison Blanche, avant que l'administration d'Obama ne soutienne le mariage homosexuel,.

## Télévision & podcasts
En 2011, Jon Lovett déménage en Californie pour devenir scénariste,, citant le désir d'écrire de façon indépendante et de se concentrer à plein temps sur la comédie créative. Lovett a collaboré avec Josh Gad et Jason Winer à l'écriture de la série télévisée 1600 Penn, dont il est le cocréateur, producteur exécutif et scénariste de 2012 jusqu'à son annulation en 2013. Lovett a ensuite travaillé comme scénariste, producteur et consultant pour la troisième saison de The Newsroom de HBO. De 2012 à 2015, Lovett a également contribué a des articles d'opinion pour des sites comme The Atlantic.
À partir de mars 2016, Lovett coprésente le podcast politique Keepin' it 1600 avec Jon Favreau, Dan Pfeiffer et Tommy Vietor, ses anciens collègues de l'administration Obama. Le podcast couvre la campagne présidentielle de 2016, mais ne devait pas se poursuivre après les élections de novembre 2016. Cependant, face à la victoire de Donald Trump, Lovett, Favreau et Vietor, souhaitant s'engager de nouveau en politique, fondent une entreprise de médias libérale, Crooked Media. Ils animent pour Crooked Media leur podcast phare Pod Save America. La société a depuis lancé une gamme de podcasts, dont plusieurs présentés régulièrement par Lovett.
Depuis mars 2017, Jon Lovett anime Lovett ou Leave It, un podcast politique à veine comique produit par Crooked Media. Le podcast est généralement enregistré devant un public en direct à Los Angeles, ou parfois lors des tournées nationales et internationales en direct de Pod Save America et de Lovett ou Leave It. Lovett a également participé au lancement du projet de recrutement et d'éducation des électeurs de Crooked Media, Vote Save America.

## Vie privée
Lovett est ouvertement homosexuel. Depuis 2011, il est en couple avec Ronan Farrow, journaliste d'investigation et auteur lauréat du prix Pulitzer,. Le couple annonce leurs fiançailles en 2019, Ronan Farrow ayant demandé son compagnon en mariage dans un brouillon de son livre Les Faire Taire (Catch and Kill), paru en octobre 2019.